# Youri (Mali)
Pour les articles homonymes, voir Youri.
Youri (ou Youris) est une commune urbaine malienne, située dans le pays de la Kaarta, de l'arrondissement de Gavinané dans le cercle de Nioro et la région de Nioro du Sahel. 

## Géographie
La commune urbaine de Youri est enclavée dans la commune rurale de Gavinané.

## Localité
La commune s'étend sur une localité relevée lors du recensement général de 2009 : 
- Youri (7 116 habitants)